# Lavatera cretica
Malva multiflora, syn. Lavatera cretica — вид квіткових рослин родини мальвові (Malvales). лат. cretica — географічний епітет вказує на острів Крит, типове місце знаходження, яке зазначив Лінней.

## Опис
Однорічна або дворічна рослина з дещо волохатим стеблом 0,2 до 2 м заввишки, простим або розгалуженим. Нижнє листя, дещо волохате, в підвішеному стані до 20 см в діаметрі. Квіти згруповані в пахвові пучки по 2–8. Пелюстки 12–25(30) мм, більш-менш глибоко виїмчасті, фіолетові або рожеві. Плоди у формі диска з 7 до 10 сегментів.

## Поширення
Пд. Європа, Пн. Африка, Пд.-зх Азія, Макаронезія. Населяє піщані і скелясті морські узбіччя, звалища, оброблені поля; на висотах 0—800 м.

## Галерея

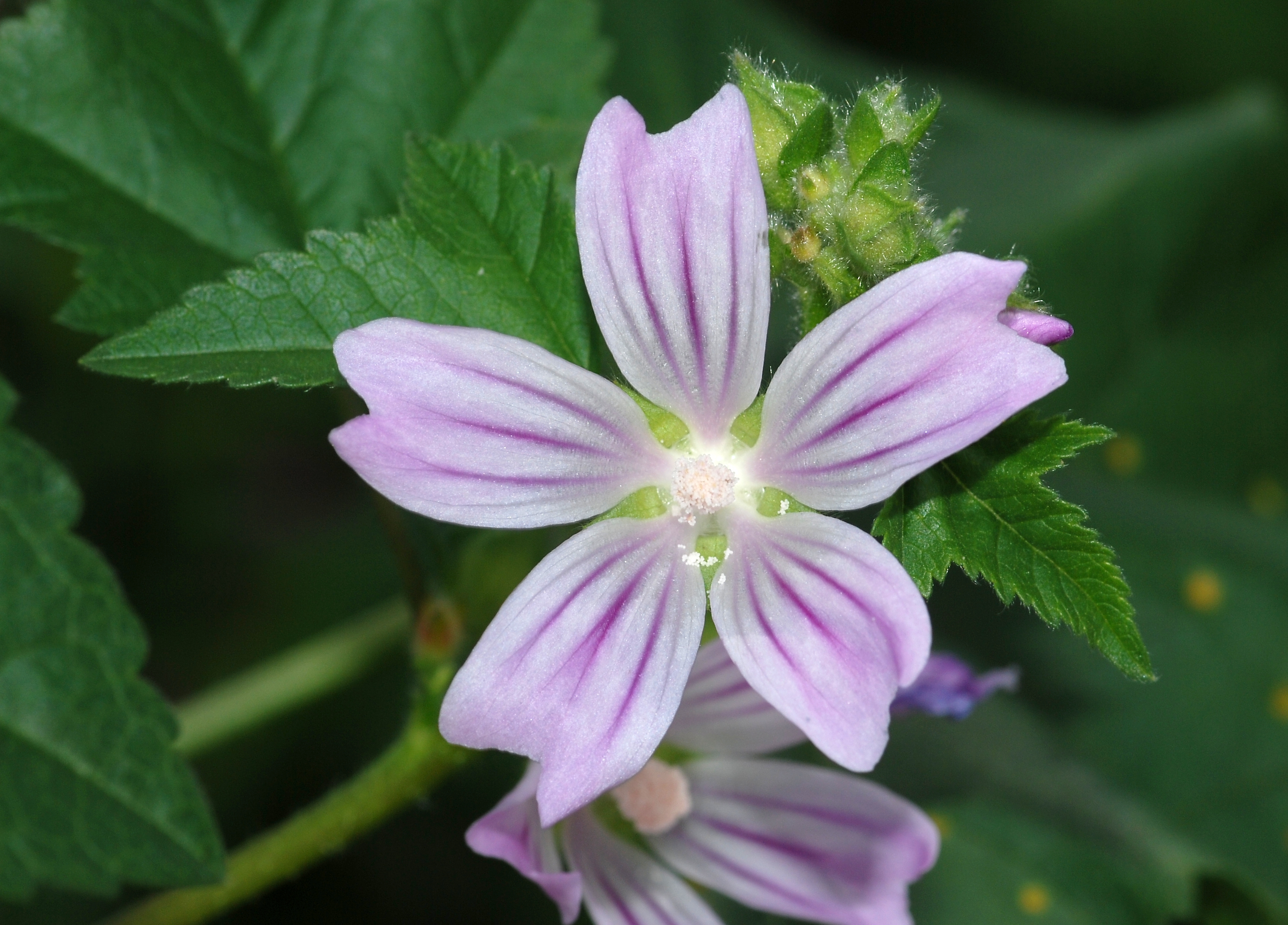
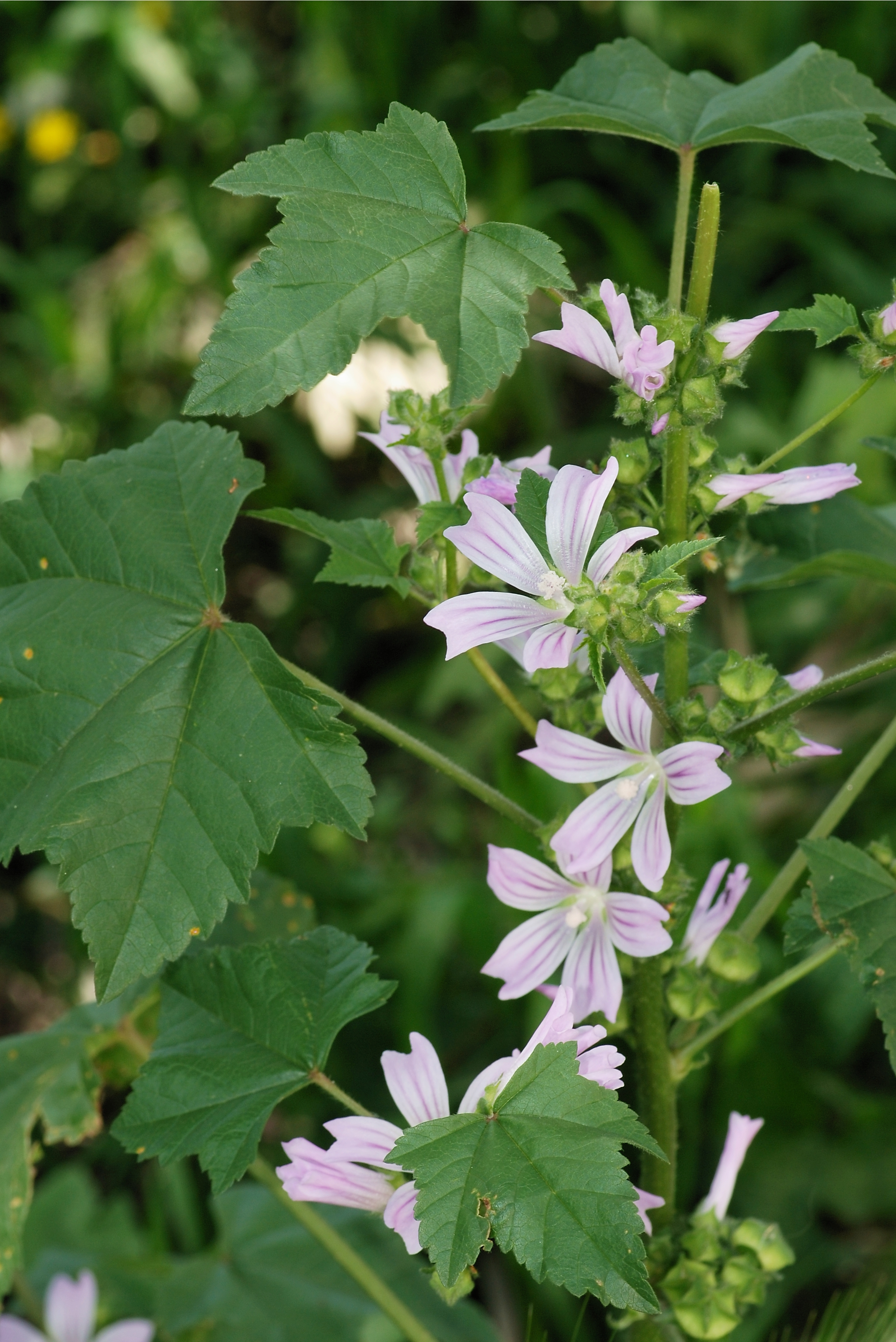
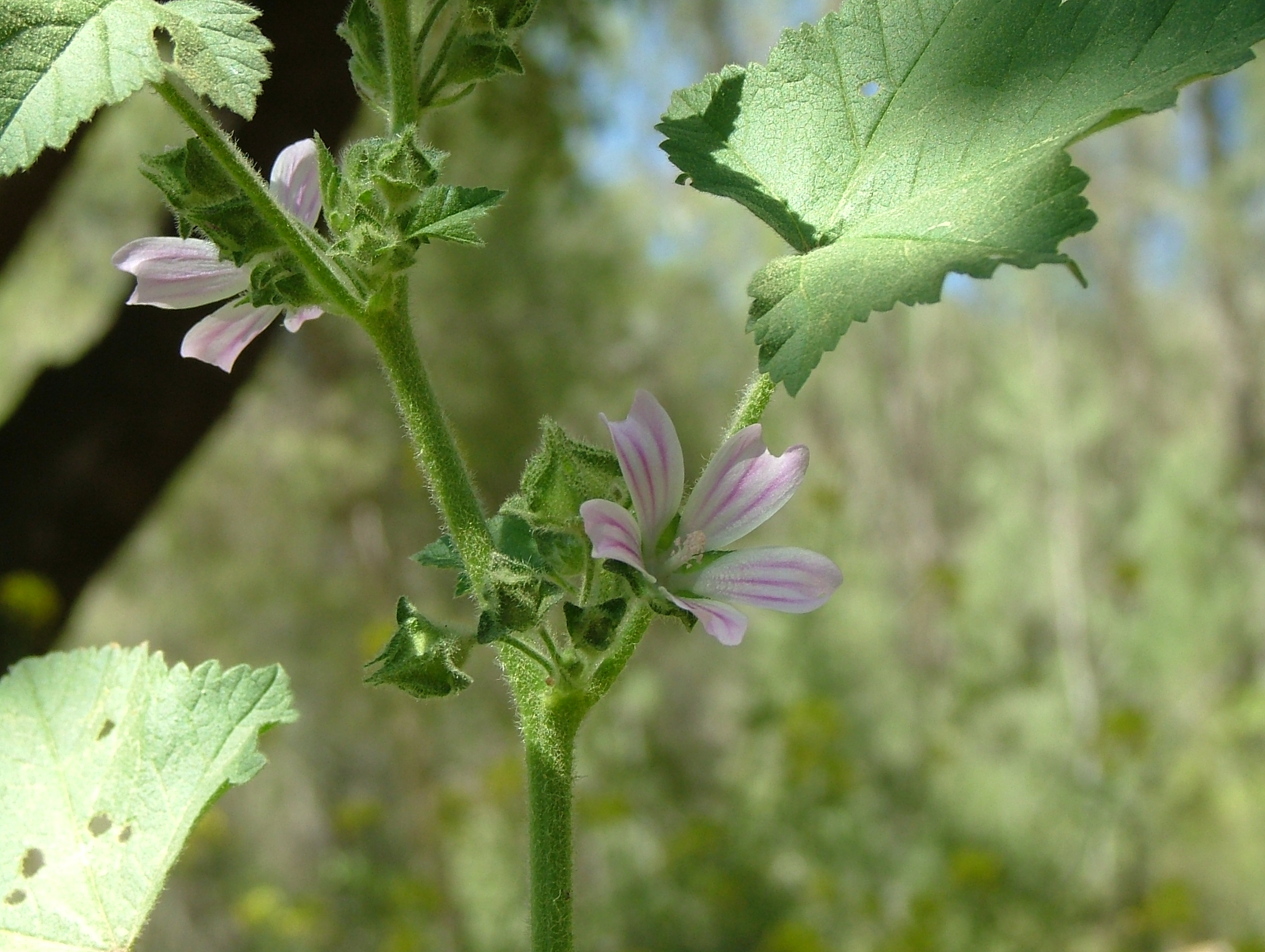

|  | Це незавершена стаття про мальвові. Ви можете допомогти проєкту, виправивши або дописавши її. |